# 普日蘇哈

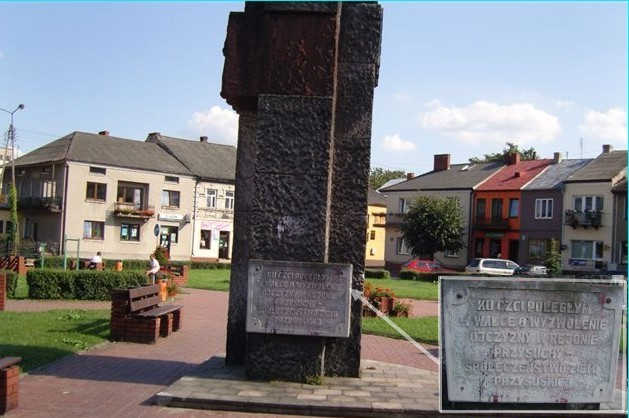

普日蘇哈是波蘭的城鎮，位於該國中部，距離首都華沙約100公里，由馬佐夫舍省負責管轄，始建於十五世紀，面積6.98平方公里，2006年人口6,245。第二次世界大戰期間，納粹德國在該鎮設立集中營。

## 外部連結
- （波兰語） Przysucha local government webpage
- Przysucha on the map, via www.pilot.pl
- Jewish Community in Przysucha （页面存档备份，存于） on Virtual Shtetl

51°22′N 20°37′E / 51.367°N 20.617°E